# Canton de Fère-Champenoise
Le canton de Fère-Champenoise est une ancienne division administrative française située dans le département de la Marne en région Champagne-Ardenne.

## Géographie
Ce canton était organisé autour de Fère-Champenoise dans l'arrondissement d'Épernay.

## Représentation

### Conseillers généraux de 1833 à 2015
| Période | Période      | Identité                                               | Étiquette   | Qualité |
| ------- | ------------ | ------------------------------------------------------ | ----------- | --- |
| 1833    | 1861         | Charles-Adolphe Bajot, Baron de Connantre              |             | Ancien chef de bataillon de la Garde nationale Propriétaire, maire de Connantre                                 |
| 1861    | 1871         | Baron Amédée Just Pascal Eugène d'Audebard de Férussac |             | Colonel, propriétaire à Pleurs                                                                                  |
| 1871    | 1909 (décès) | Frédéric Guyot-Prieur                                  | Rad.        | Propriétaire Maire de Fère-Champenoise                                                                          |
| 1909    | 1934         | Jules Langlet                                          | Rad.ind.    | Notaire - Maire de Faux-Fresnay, conseiller d'arrondissement                                                    |
| 1934    | 1940         | Paul Guérault                                          | Rad.        | Industriel Maire de Fère-Champenoise, ancien conseiller d'arrondissement Nommé conseiller départemental en 1943 |
|         |              |                                                        |             | |
| 1945    | 1949         | Georges Royer (1902-1974)                              | FN-Soc.ind. | Maire de Fère-Champenoise, ancien résistant                                                                     |
| 1949    | 1955         | Lucien Massin                                          | DVD         | Agriculteur Maire de Fère-Champenoise                                                                           |
| 1955    | 1967         | Georges Royer                                          | Rad.        | Maire de Fère-Champenoise                                                                                       |
| 1967    | 1979         | Jean Amelin                                            | RPR         | Chirurgien-dentiste Sénateur (1976-1992) Maire de Fère-Champenoise                                              |
| 1979    | 1985         | Claude Hardy                                           | DVG         | Enseignant Maire de Fère-Champenoise (1977-2006)                                                                |
| 1985    | 1996 (décès) | Roland Hénault                                         | RPR         | Vétérinaire Conseiller municipal de Fère-Champenoise                                                            |
| 1997    | 2011         | Claude Hardy                                           | DVG         | Enseignant retraité Maire de Fère-Champenoise (1977-2006)                                                       |
| 2011    | 2015         | Gérard Gorisse                                         | DVD         | Agriculteur Maire de Fère-Champenoise (2006-2014) Président de la communauté de communes du Sud Marnais         |

### Conseillers d'arrondissement (de 1833 à 1940)
| Période                                  | Période | Identité                  | Étiquette   | Qualité |
| ---------------------------------------- | ------- | ------------------------- | ----------- | --- |
| 1833                                     | 1842    | François Tarin            |             | Maire de Montépreux                                                                                         |
| 1842                                     | 1845    | M. Robequin               |             | Juge de paix à Fère-Champenoise                                                                             |
| 1845                                     | 1852    | François Tarin            |             | Maire de Montépreux                                                                                         |
| 1852                                     |         | M. Deshayes               |             | |
|                                          |         |                           |             | |
| 1886                                     |         | Nicolas-Léopold Philippe  |             | Adjoint au maire de Fère-Champenoise, suppléant du juge de paix                                             |
|                                          |         |                           |             | |
| 1895                                     | 1907    | Jules Masson              | Républicain | Docteur en médecine                                                                                         |
| 1907                                     | 1909    | Jules Langlet             | Rad.        | Notaire, maire de Faux-Fresnay                                                                              |
|                                          |         |                           |             | |
| 1919                                     | 1934    | Paul Guérault             | Rad.        | Industriel, maire de Fère-Champenoise                                                                       |
| Déc.1934                                 | 1940    | Henri Collard (1899-1974) | RG-PAPF     | Agriculteur à Fère-Champenoise                                                                              |
| 1940                                     |         |                           |             | Les conseils d'arrondissement ont été suspendus par la loi du 12 octobre 1940 et n'ont jamais été réactivés |
| Les données manquantes sont à compléter. |         |                           |             | |

## Composition
Le canton de Fère-Champenoise comprenait dix-huit communes et comptait 5 652 habitants (recensement de 1999 sans doubles comptes).
| Communes                  | Population (2012) | Code postal | Code Insee |
| ------------------------- | ----------------- | ----------- | ---------- |
| Angluzelles-et-Courcelles | 143               | 51230       | 51010      |
| Bannes                    | 212               | 51230       | 51035      |
| Broussy-le-Grand          | 257               | 51230       | 51090      |
| Connantray-Vaurefroy      | 159               | 51230       | 51164      |
| Connantre                 | 1 110             | 51230       | 51165      |
| Corroy                    | 142               | 51230       | 51176      |
| Courcemain                | 112               | 51260       | 51182      |
| Euvy                      | 101               | 51230       | 51241      |
| Faux-Fresnay              | 319               | 51230       | 51243      |
| Fère-Champenoise          | 2 293             | 51230       | 51248      |
| Gourgançon                | 149               | 51230       | 51276      |
| Haussimont                | 174               | 51320       | 51285      |
| Lenharrée                 | 107               | 51230       | 51319      |
| Marigny                   | 103               | 51230       | 51351      |
| Montépreux                | 36                | 51320       | 51377      |
| Ognes                     | 72                | 51230       | 51412      |
| Thaas                     | 92                | 51230       | 51565      |
| Vassimont-et-Chapelaine   | 71                | 51320       | 51594      |

## Démographie
| 1962  | 1968  | 1975  | 1982  | 1990  | 1999  | 2006  | 2009 |
| ----- | ----- | ----- | ----- | ----- | ----- | ----- | ---- |
| 5 209 | 5 598 | 5 796 | 6 003 | 5 815 | 5 652 | 5 802 | -    |

## Sources
1. ↑  « Journal officiel de la République française. Lois et décrets », sur Gallica, 27 mai 1909 (consulté le 21 novembre 2023).
2. ↑  « Journal officiel de la République française. Lois et décrets », sur Gallica, 3 juillet 1909 (consulté le 21 novembre 2023).
3. ↑  Rapports et délibérations du Conseil général de la Marne, Châlons-sur-Marne, Conseil général de la Marne, 1933 (ISSN 1262-490X, BNF 34438116, lire en ligne)
4. ↑  Rapports et délibérations du Conseil général de la Marne, Châlons-sur-Marne, Conseil général de la Marne, 1940 (ISSN 1262-490X, BNF 34438116, lire en ligne), N.P.
5. ↑  Journal officiel de la République française. Lois et décrets, parution 26 mars 1943, (en ligne).
6. ↑  Rapports et délibérations du Conseil général de la Marne, Châlons-sur Marne, Conseil général de la Marne, 1945 (ISSN 1262-490X, BNF 34438116, lire en ligne), p. 4
7. ↑  « Résultats cantonales 2004 : canton de Fère-Champenoise », sur site du ministère de l'Intérieur (consulté le 2 juillet 2011)